# Standseilbahn Montevergine
| |          |                            |                            |
| Streckenlänge: | 1,669 km |                            |                            |
| Maximale Neigung: | 711 ‰    |                            |                            |
| Streckengeschwindigkeit: | 14 km/h  |                            |                            |
| |          |                            |                            |
| \| \| \| Mercogliano (Talstation) \| \| \| \| \| \| \| \| \| \| Ausweiche in Streckenmitte \| \| \| \| \| Montevergine (Bergstation) \| \| |          |                            |                            |
| U-Bahn-Kopfbahnhof Streckenanfang |          | Mercogliano (Talstation)   | Mercogliano (Talstation)   |
| U-Bahn-Tunnel |          |                            |                            |
| U-Bahn-Dienststation / Betriebs- oder Güterbahnhof                                                                                         |          | Ausweiche in Streckenmitte | Ausweiche in Streckenmitte |
| U-Bahn-Kopfbahnhof Streckenende |          | Montevergine (Bergstation) | Montevergine (Bergstation) |

Die Standseilbahn Montevergine wurde am 23. Juni 1956 eröffnet und verbindet die Stadt Mercogliano mit dem Kloster von Montevergine.

## Geschichte
Die Idee einer Standseilbahn von Mercogliano auf den Berg Montevergine kam durch den damaligen Abt William De Cesare erstmals 1882 auf. Es dauerte jedoch bis zur Inbetriebnahme mit vielen Unterbrechungen beim Bau der Bahn bis zum 23. Juni 1956. Zwischen 1973 und 1981 war die Bahn aufgrund von umfangreichen Ausbesserungsarbeiten geschlossen.

## Technische Daten
Die Strecke ist 1669 m lang und überwindet einen Höhenunterschied von 734 Metern. Das Seil hat einen Durchmesser von 40 mm. Die Fahrzeit beträgt ca. 7 Minuten bei einer durchschnittlichen Geschwindigkeit von 14 km/h. Zwei Fahrzeuge mit je einer Kapazität von 85 Personen befahren die eingleisige Strecke mit einer Steigung zwischen 43 und 64°. Die Züge fahren im Durchschnitt alle 45 Minuten.